# Nacaduba baliensis
Nacaduba baliensis är en fjärilsart som beskrevs av Tite 1963. Nacaduba baliensis ingår i släktet Nacaduba och familjen juvelvingar. Inga underarter finns listade i Catalogue of Life.